# 드와이트 D. 아이젠하워
드와이트 데이비드 아이젠하워(영어: Dwight David Eisenhower, 1890년 10월 14일 ~ 1969년 3월 28일)는 미국의 군인이자 제34대 대통령이다. 제2차 세계 대전 당시 미국의 최고위급 장성으로, 서부전선에서 횃불 작전, 노르망디 상륙작전, 시칠리아 침공을 주도하였다.
군인 장교였으나 아이젠하워는 또한 평화에 전념하였는데, 대통령으로서 직위를 차지에 대비하여 아이젠하워는 1953년 한국 전쟁을 종결시키는 데 북한과 남한을 휴전 협정으로 가져오는 일을 하였다. 2번의 임기 동안 아이젠하워는 공산주의 소련과의 대결에서 미국의 전통적 원자 무기에서 증가를 감시하였다. 냉전의 절정에서 아이젠하워는 공산주의가 북베트남을 차지하였어도 베트남에서 군사 개입 거부에 소련의 확장을 거부하는 데 추구하였다.
아이젠하워는 인종적 편견을 위하여 약간의 관용을 가졌고, 미국의 무력의 인종 차별 대우 폐지를 완료하는 명령을 내렸다. 1954년 미국 대법원은 미국 남부에서 학교들을 인종적으로 분리한 법률들을 위반하였고, 1957년 법원 판결을 지키는 데 아칸소주 리틀록으로 연방군을 명령하였다.

## 어린 시절과 가족

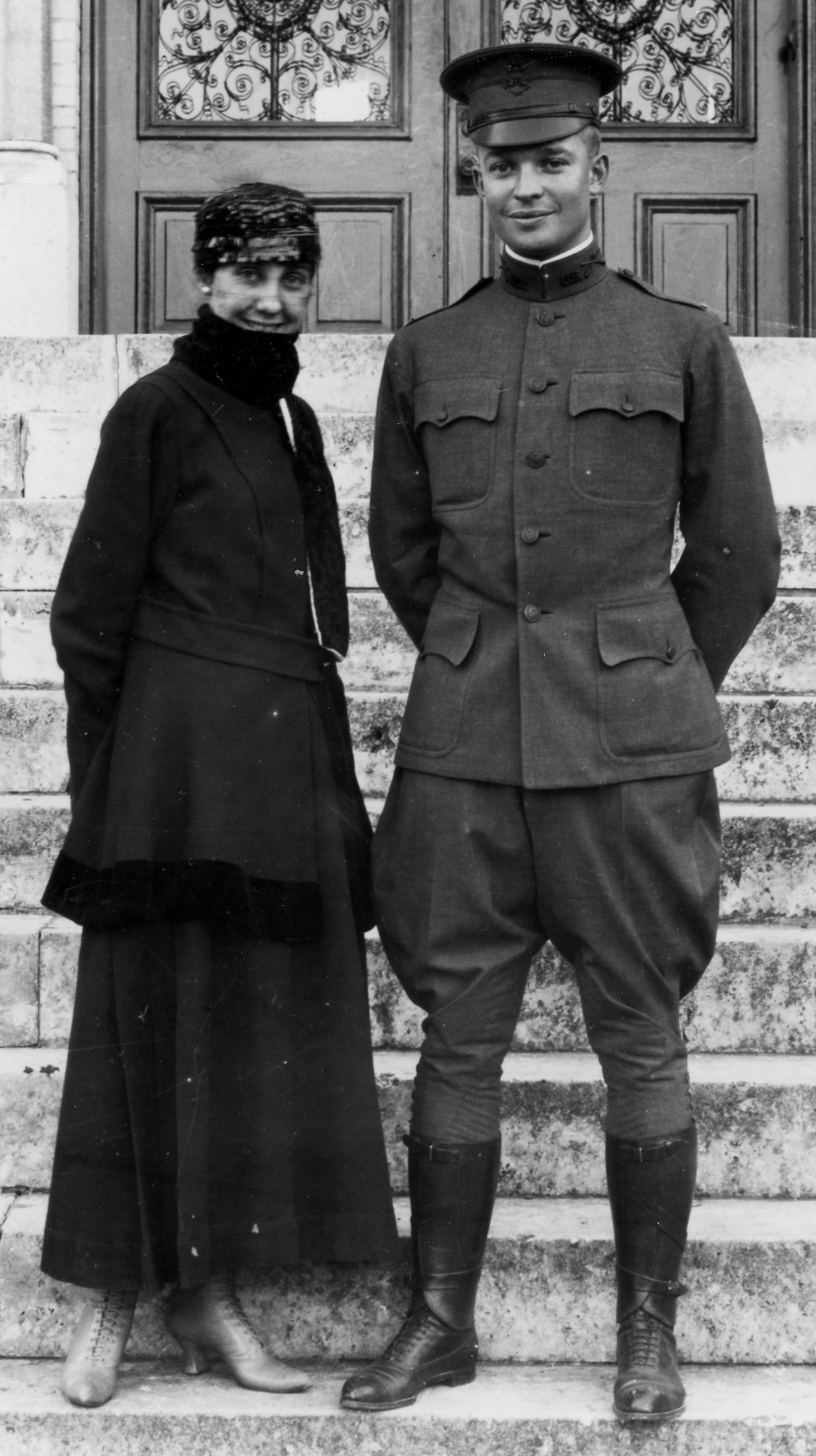
드와이트 아이젠하워와 매미 여사 (1916년)

텍사스주 데니슨에서 데이비드 제이컵 아이젠하워와 아이다 엘리자베스 스토버에게 일곱 아들 중 셋째로 태어났으며 텍사스주에서 태어난 그들의 단 하나의 자식이다. 그는 "데이비드 드와이트"로 이름이 지어졌고 "드와이트"로 불렸다. 후에 그의 주어진 이름들의 차례가 바뀌었는데 아이젠하워 도서관 · 박물관에 의하면 웨스트포인트에서 아이젠하워의 입학 허가에 이름 전환이 일어났다고 한다. 아이젠하워 가족은 독일 계통이며 자를란트주 지방에서 왔으나 18세기 이래 미국에서 살았다고 한다. 가족은 1892년 캔자스주 애빌린으로 이주하였고, 1909년 아이젠하워는 애빌린 고등학교를 졸업하였다.
아이젠하워가 5세 때 그의 부모는 후에 여호와의 증인 이름을 택한 워치타워성서책자협회의 신봉자가 되었다. 아이젠하워 집은 1896년부터 1915년까지 지역 회의장으로 지내왔으나, 그와 그의 형제들도 또한 1915년 이후에 정규적으로 교제하는 것을 멈추었다. 시간이 지나 아이젠하워는 장로교 신자가 되었고, 퇴직할 때에 게티스버그 장로교회의 교인이었다.
1916년 7월 1일 콜로라도주 덴버에서 매미 제네바 도드 (1896 ~ 1979)에게 결혼하였다. 그들은 어린 나이에 성홍열로 요절한 도드 드와이트 아이젠하워 (1917 ~ 1921)와 존 셸던 도드 아이젠하워 (1922 ~ 2013)를 두었다. 존 아이젠하워는 미국 육군에 복무하고, 그러고나서 저자가 되었으며 벨기에 주재 미국 대사를 지냈다. 메릴랜드주에 위치한 대통령 별장 캠프데이비드의 이름이 지어진 존의 아들 데이비드 아이젠하워는 1968년 리처드 닉슨의 둘째 딸 줄리와 결혼하였다.

## 초기 군사 경력

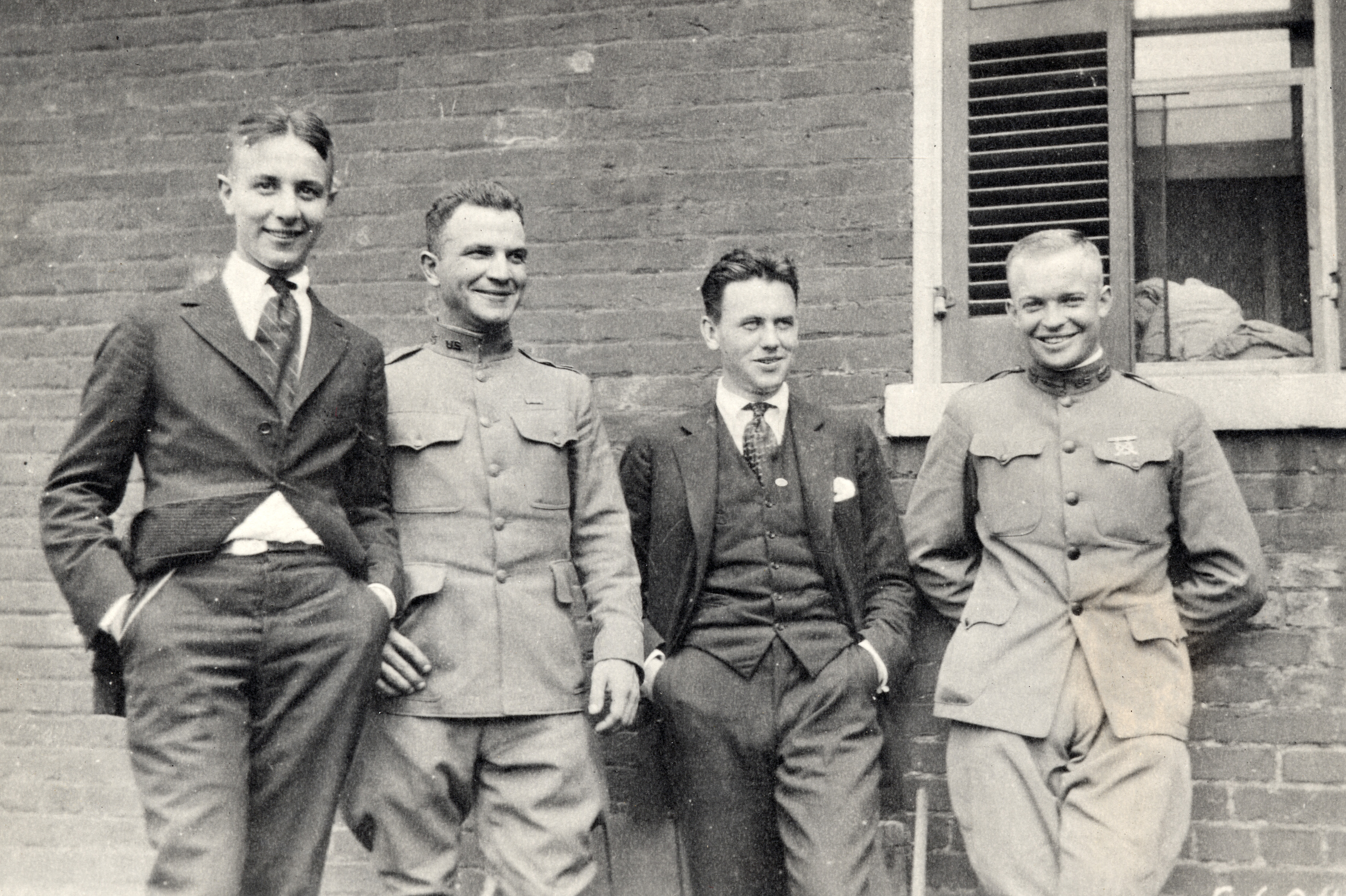
1919년 웨스트포인트를 졸업한 4년 후 (맨 오른쪽이 아이젠하워)

아이젠하워는 1911년 6월 뉴욕주 웨스트포인트에 있는 미국 육군사관학교에 입학하였다. 그의 부모가 평화 주의자들이었어도, 교육열이 있는 분들이어서 그의 사관학교 입학을 반대하지 않았다. 아이젠하워는 강한 선수였으며 미식축구 팀에 있었다. 그는 칼리슬 인디언스를 상대로 전설적 짐 소프를 상대로 미식축구를 하였으며 그를 태클하는 데 성공하였으나 그러고나서 소프가 아이젠하워와 그의 파트너에 의한 태클을 피할 때 부상을 당하였다. 터프츠 대학교를 상대로 경기가 열리는 동안 아이젠하워가 자신의 무릎을 비틀며 1주 후, 승마 훈련을 받은 동안 더욱 나가서의 약해진 무릎 부상이 그의 미식축구 경력을 끝냈다.
아이젠하워는 사관학교를 1915년 낮은 성적으로 졸업하였다. 그는 텍사스주와 조지아주에 있는 다양한 주둔지에서 1918년까지 보병과 복무하였다. 제1차 세계 대전이 일어난 동안 아이젠하워는 새로운 탱크 군단의 3번째 지도자가 되었고, 군에서 중령으로 계급이 올라갔다. 그는 펜실베이니아주에서 탱크병들을 훈련시켰으며, 전쟁이 끝난 후, 아이젠하워는 대위계급으로 돌아갔고, 1922년까지 메릴랜드 주 캠프미드에서 일하기 전에, 짧은 시간동안 소령으로 진급되었다. 탱크 전쟁에서 그의 흥미는 조지 S. 패튼과 다른 군 지도자들과 함께 많은 대화를 함으로써 강화되었지만, 그들의 아이디어들은 상관들에 의해 무시되었다.
아이젠하워는 자신이 1924년까지 복무한 파나마 운하 지대에서 폭스 코너 장군에 선임 참모가 되었다. 코너의 보호 아래 그는 군사의 역사와 이론을 공부하였고, 자신의 군사적 생각에 코너의 엄청난 영향을 인정하였다. 1925년 ~ 26년에 그는 캔자스주 포트리번워스에 있는 미국 육군지휘참모대학교에서 수학하였고, 그러고나서 1927년까지 조지아주 포트베닝에서 대대 사령관을 지냈다.
1920년대 후반과 1930년대 초반 동안 평화의 군대에서 아이젠하워의 경력은 침체하였는데, 그의 많은 친구들은 임금이 높은 직업을 가지기 위해 전역을 하였다. 그는 존 퍼싱 장군에 의하여 감독된 미국전투기념위원회에 선임되었고, 그러고나서 육군 전쟁 대학교로 가고나서 1929년부터 1933년까지 전쟁 차관 조지 V. 모즐리 장군에 선임 참모를 지냈다. 그는 그러고나서 1935년까지 육군 참모총장 더글러스 맥아더 장군에 최고 군사 보좌관을 지내고, 그는 자신이 필리핀 정부에 보조 군사 조언자를 지낸 필리핀으로 맥아더 장군을 동행하였다. 이 지정은 제2차 세계 대전이 일어난 동안 패튼, 윈스턴 처칠과 버나드 몽고메리의 성격을 다루는 것을 위하여 귀중한 준비를 마련하였다. 소령으로서 16년의 세월 후, 아이젠하워는 1936년 중령으로 진급되었다.
1939년 아이젠하워는 미국으로 귀국하고, 워싱턴 D. C., 캘리포니아주와 텍사스주에서 일련의 직원 위치를 보유하였다. 1941년 6월 그는 텍사스주 포트샘휴스턴에서 육군 3단의 사령관 월터 크루거 장군에 교장으로 임명되었고, 9월 준장으로 진급되었다. 자시의 행정적 능력들이 인지되었어도 미국이 제2차 세계 대전으로 들거가기 전날 그는 전혀 활성 명령을 지니지 않았고, 주요 작전들의 잠재적 사령관으로서 숙고로부터 멀리 있었다.

## 제2차 세계 대전

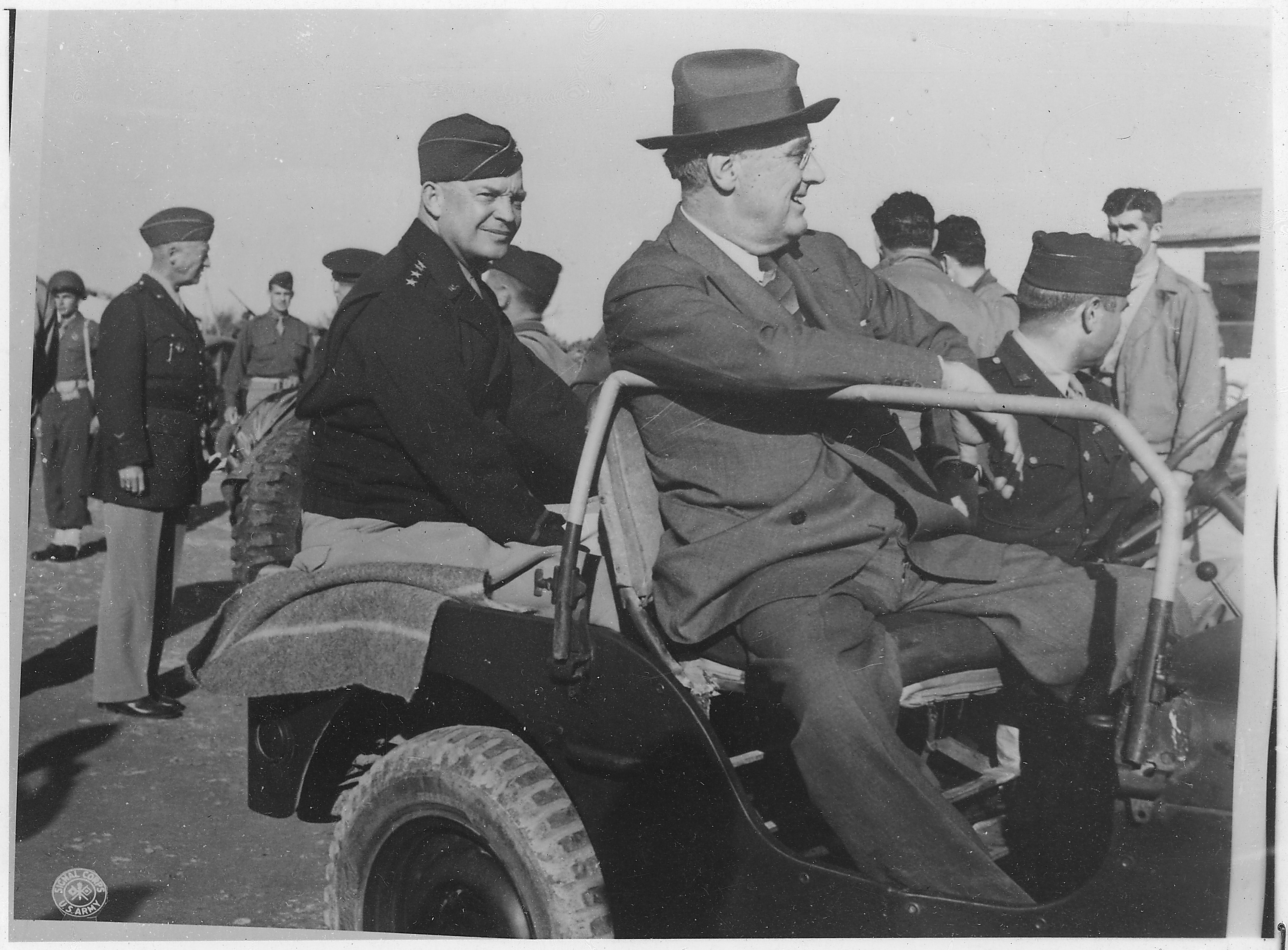
1943년 시칠리아에서 프랭클린 D. 루스벨트 대통령과 함께. 왼쪽에 서있는 이는 조지 S. 패튼 장군

일본의 진주만 공격이 일어난 후, 아이젠하워는 워싱턴 D. C.에서 일반 참모부로 지정되어 일본과 독일을 물리치는 데 주요 전쟁 계획들의 창조를 위한 책임과 함께 1945년 6월까지 거기에 지냈다. 그는 전쟁 계획 사단의 군대 장 레너드 T. 게로 장군 아래 태평양 방어의 의무에서 차장으로 임명되었고, 그러고나서 전쟁 계획 사단의 군대 장으로서 게로의 뒤를 이었다. 그러고나서 그는 참모총장 조지 C. 마셜 장군 아래 작전 사단의 의무에서 참모조교로 임명되었다. 그 일은 결국 아이젠하워를 상급 사령관 직위들로 가져온 마셜과 함께 그의 가까운 협조였다. 마셜은 그의 거대한 결성적과 행정적 능력들을 인정하였다.
1942년 아이젠하워는 유럽 전구의 사령관으로 임명되어 런던에서 기지를 두었다. 11월 그는 또한 북아프리카 전역의 연합군 최고 사령관으로 임명되었다. 안정적 이유들을 위한 그의 임명 후에 "원정"이란 말은 곧 떨어졌다. 1943년 2월 그의 권위는 몽고메리 장군에 의하여 명령이 내려진 영국의 육군 8단을 포함하는 데 지중해 분지를 가로질러 확장되었다. 육군 8단은 동부로부터 북아프리카에서 서부 사막 전역을 가로질러 전진하여 튀니지 작전의 시작을 위하여 준비되었다. 아이젠하워는 자신의 4번째 별을 얻고, 북아프리카 전역 연합 원정군의 사령관이 되는 데 유럽 전구의 사령관직을 포기하였다. 북아프리카에서 동맹군의 조건부 항복 후에 아이젠하워는 새로 이름이 지어진 지중해 작전의 사령관직에 남아있으며 작전적 타이틀을 간직하여 지중해 전역 연합 원정군으로 재지정한 북아프리카 전역 연합 원정군의 사령관직을 지속하였다. 이 직위에서 그는 시칠리아의 침공과 이탈리아 본토의 침공을 감시하였다.

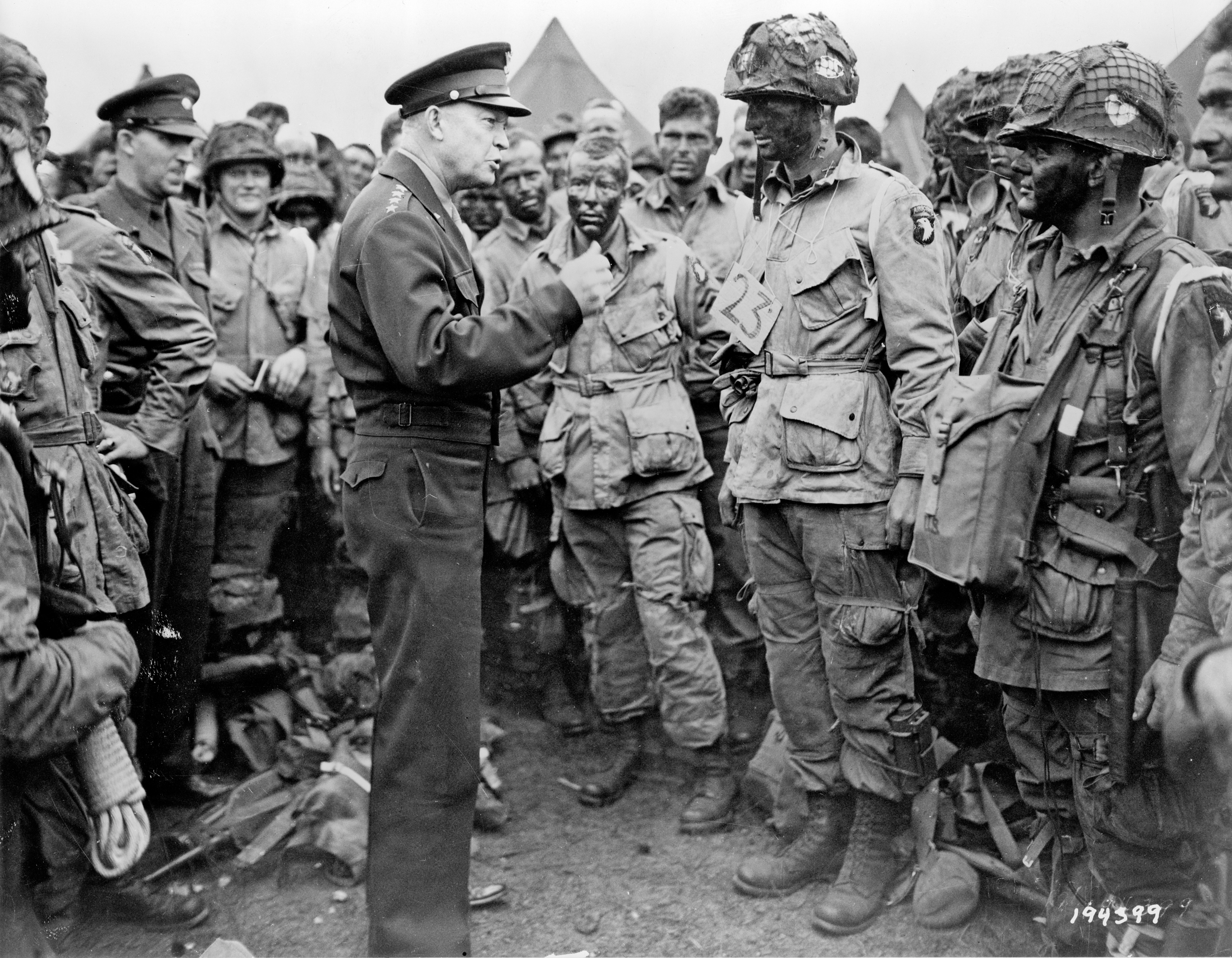
노르망디 상륙이 있기 하루 전 101공수사단 502 연대에게 연설하는 아이젠하워

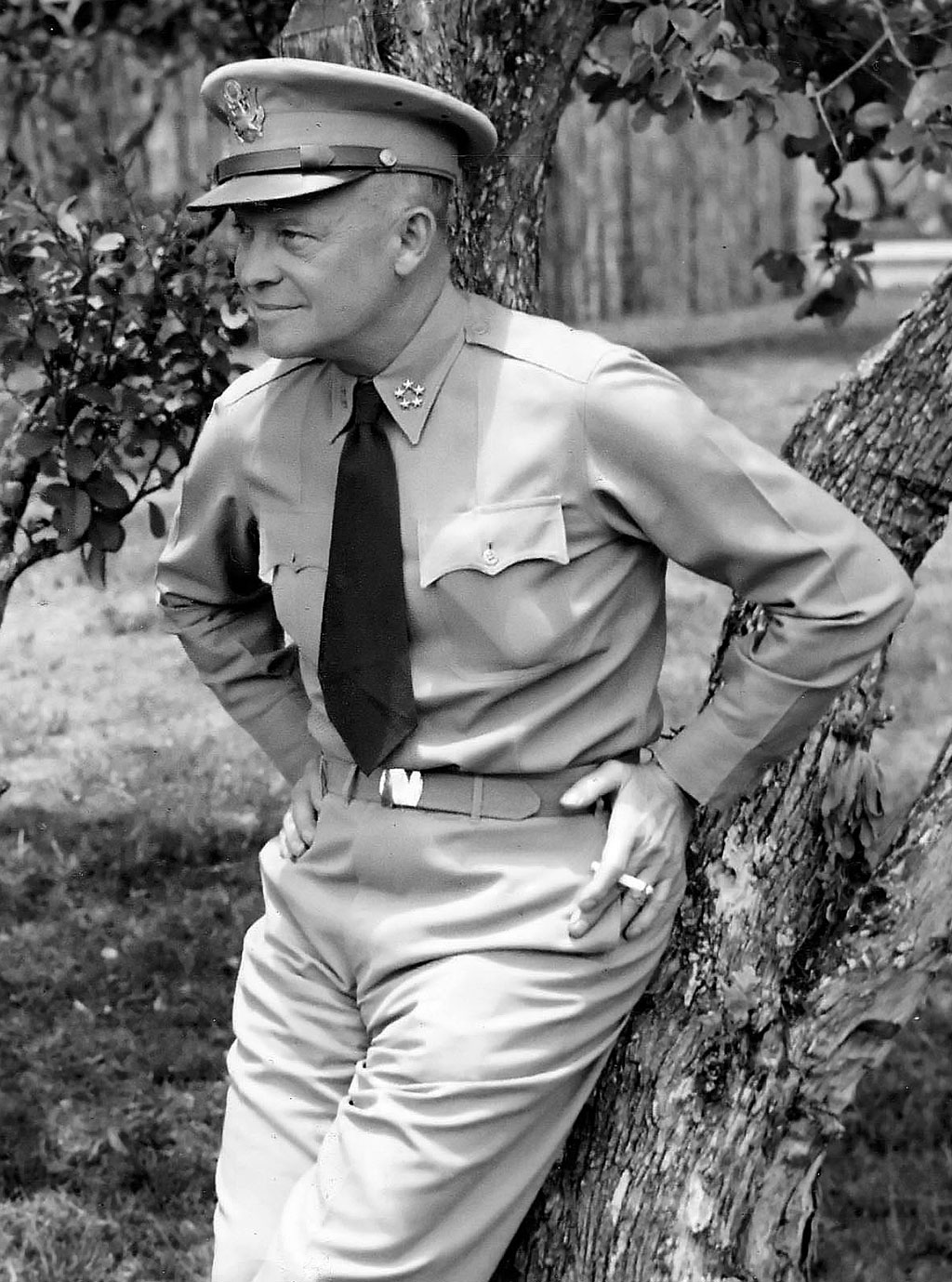
육군 장군으로서 아이젠하워 (1945년)

1943년 12월 아이젠하워는 유럽에서 연합군 최고사령관으로 임명되었다. 1944년 1월 그는 유럽 전구의 사령관직을 다시 차지하고, 이어진 달은 연합 원정군의 연합군 최고사령관으로서 공식적으로 재지정되어 1945년 5월 유럽에서 전쟁행위의 종말까지 이중의 역할에서 지냈다. 이 직위들에서 그는 그 후의 서유럽에서 해방 오버로드 작전 아래 1944년 6월 노르망디의 해안에 연합군의 급습과 독일의 침입을 계획하고 실행과 함께 고발되었다. 6월 6일 노르망디 상륙이 있던 한달 후에 남프랑스의 침입이 일어나고 남부 침입에서 일어난 군사의 통제는 연합군 본부에서 연합 원정군으로 전달되었다. 그때부터 1945년 5월 8일 유럽에서 전쟁의 종말까지 연합 원정군을 지난 아이젠하워는 전부의 작전 연합군의 최고사령관직을 가졌고, 유럽 전구 작전의 사령을 통하여 알프스산맥의 북부의 서부 전선에 미군의 행정적 사령관직을 가졌다.
1944년 12월 20일 연합군 사령관에서 자신의 상급 직위의 인정으로서 그는 대부분의 유럽 육군들에서 육군 원수의 계급에 동등한 육군 장군의 계급으로 승진하였다. 그가 지닌 이것과 이전의 높은 사령관직들에 아이젠하워는 리더십과 외교를 위한 자신의 위대한 재능을 보였다. 그는 직접 실행을 보지 않았어도 그는 최전선 사령관들의 존중을 얻었다. 그는 패튼과 오마 브래들리 같은 어려운 부하들과 처칠, 몽고메리 육군 원수와 샤를 드 골 장군 같은 연합군들과 함께 교묘하게 다루었다. 그는 전력의 의문들에 처칠과 몽고메리와 함께 근본적인 의견 불일치를 가졌으나 이 일들은 그들과 그의 관계들을 드물게 전복시켰다. 그는 소련의 육군 원수 게오르기 주코프와 협상하였고, 프랭클린 D. 루스벨트 대통령이 그를 안에 있던 그런 자신감으로 그는 어쩌다 이오시프 스탈린과 함께 직접 일하였다.
아이젠하워는 유럽 전구에서 자신의 리더십으로 명예 훈장이 제공되었으나 거부하여 그것은 용기와 용맹을 위하여 예약된 것이라고 말하였다.
그 일은 오버로드 작전이 성공했던 확실성이 전혀 아니었다. 노르망디 침입의 타이밍과 위치를 포함한 전체의 결정을 둘러싼 끈기는 자신이 필요했을 경우에서 아이젠하워가 전진에 쓴 짧은 연설에 의하여 요약되었을 것이다. 그것에서 그는 최종적인 결과였어야 할 치명적인 실패를 위하여 완전한 책임을 지었다. D-데이에 성공적인 상륙이 일어나고 그들에 관한 아이젠하워의 잠시의 연설의 BBC 방송이 있던 오랜 후에 전혀 사용되지 않은 연설문이 측근에 의하여 셔츠의 주머니에서 찾아졌다. 거기에는 이렇게 쓰여있었다. -
"우리의 상륙들은 실패하였고, 난 군인들을 철수시켰습니다. 이때 공격하는 나의 결정과 장소는 최고의 정보 제공에 기초를 두었습니다. 용감한 자들이 할 수 있던 전부를 군인, 공중과 해군이 했습니다. 시도로 아무 핑계 혹은 결함 첨부가 온다면 그것은 홀로 나의 것입니다."
1945년 5월 8일 독일의 무조건 항복에 이어 아이젠하워는 프랑크푸르트에 기지를 둔 미군 점령 지구의 군사 지사로 임명되었다. 독일은 미국, 영국, 프랑스와 소련을 위한 각각의 하나로 4개의 점령 기구들로 나누어졌다. 추가로 홀로코스트의 궁긍적 해결의 일부였던 수용소들의 완전한 발견에 그는 그 발생의 아무 의심을 방지하는 데 포악의 증거를 종합적으로 문서화를 카메라 기자들에게 명령을 내렸다. 그는 항복한 적군들로서 미국의 구금 아래 독일의 전쟁 포로들을 재 분류하는 데 논쟁적 결정을 만들었다. 항복한 정군들로서 그들은 무급 징집 노동으로 복무하는 데 강요될 수 있었다. 알려지지 않은 수가 영양 실조의 결과로서 구금에 죽었어도 소련, 독일과 프랑스의 지배 마저 아래 잃어진 포로들의 수들로 비교할 때 요소에 노출, 치료 부족의 손실이 적었다.
아이젠하워는 독일의 주요 산업 지대들을 국제적 통치 아래 두어 대부분의 대지를 농업으로 넘긴 모건소 계획의 초기 후원자였다. 1945년 11월 그는 점령된 독일에서 미국의 군사 공무원들에게 상세하게 계획을 흥행하고 묘사한 헨리 모건소 2세의 책 〈독일은 우리의 문제이다〉의 수천권의 무료 사본의 분배를 찬성하였다.
그는 일본에 원자탄를 투하하는 데 해리 S. 트루먼 대통령의 결정에 관하여 중대한 착각을 가졌다.

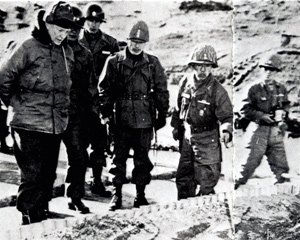
한국 전쟁 중 아이젠하워 장군(맨 왼쪽), 정일권(왼쪽에서 세 번째), 백선엽(오른쪽에서 세 번째 맨뒷줄)

아이젠하워는 1945년부터 1948년까지 참모총장으로 지냈다. 1950년 12월 그는 나토의 최고사령관으로 임명되어 유럽에서 나토군의 작전 사령이 주어졌다. 정계 입문에 아이젠하워는 1952년 5월 31일 군사 복무로부터 퇴역하였다. 그는 미국 군사 회고록들 중의 하나로서 넓게 여겨진 〈유럽 십자군〉을 저서하였다. 이 시기 동안 아이젠하워는 자신이 나토 사령관으로서 지낸 동안 대학으로부터 휴식을 택하였어도 1948년부터 1953년까지 컬럼비아 대학교의 총장을 지냈다.

## 대통령 재임 (1953 ~ 1961)

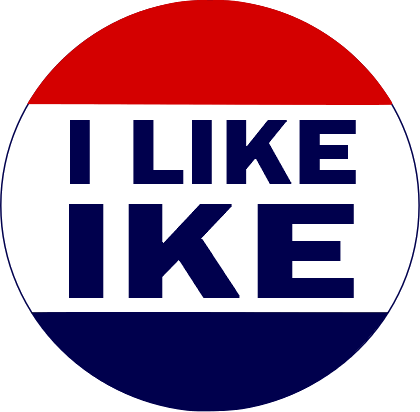
1952년 미국 대통령 선거가 있는 동안 아이젠하워의 선거 운동 버튼

자신의 많은 전쟁 시기의 성공들 후에 아이젠하워 장군은 미국에 위대한 영웅으로 돌아왔다. 그가 귀국한 지 짧은 후에 공화당에서 "아이젠하워 선발" 운동이 고립주의자 오하이오주 상원 로버트 태프트의 후보직에 맞서는 데 1952년 미국 대통령 선거에서 자신의 후보직을 선언하는 데 그를 설득시켰다. 그는 참았으나 성원자들이 예비 선거들에서 그의 이름에 들어가고 그는 우승하기 시작하였다. "I Like Ike" 선거 운동 배지들은 그의 성원자들 중에 인기있게 되었고, 아이젠하워는 결국적으로 대통령직을 위하여 나가는 데 순서대로 그의 명령을 완화하는 데 의문하였다. 그는 공화당 후보 지명을 위하여 태프트를 꺾었으나 아이젠하워가 보수적인 국내 정책을 따른 동안 태프트는 외교 정책에서 벗어나려 한 동의서로 왔다.
아이젠하워의 선거 운동은 트루먼 행정부의 한국 전쟁의 기소에 대항하는 개혁 운동이었다. 아이젠하워는 자신이 대한민국에 가고, 그리고 전쟁을 끝내고 공산주의에 대항하는 강한 나토의 현존을 유지하는 데 약속하였다. 그와 그의 러닝메이트 리처드 닉슨은 압도적 대승리에서 민주당의 애들레이 스티븐슨을 꺾어 20년 만에 백악관으로 돌아오는 데 첫 공화당원과 20세기에 미국 대통령을 지내는 데 단 하나의 군사 장군으로 특정을 지었다.

### 외교 정책

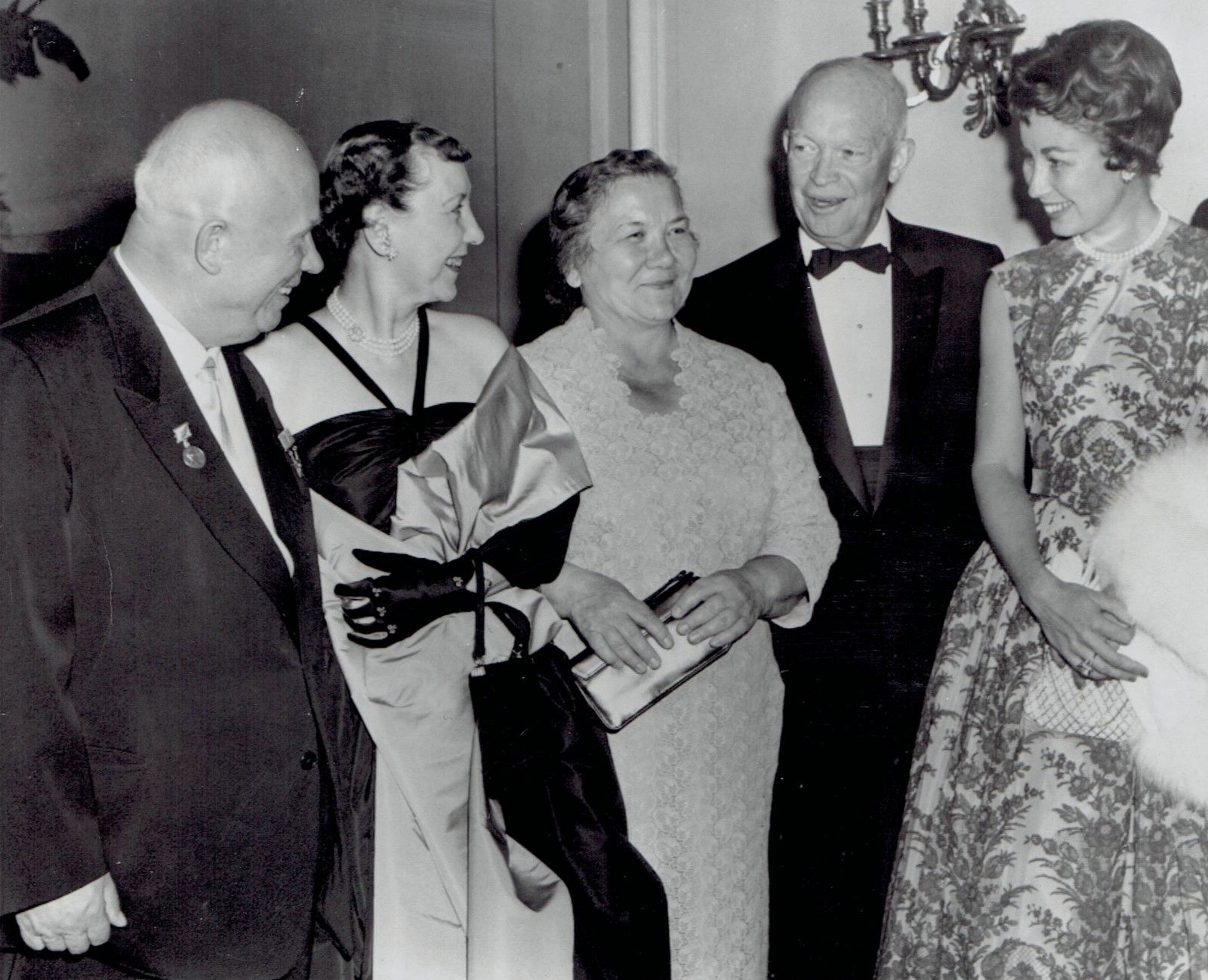
1959년 미국을 방문한 니키타 흐루쇼프 내외와 함께 한 아이젠하워 부부

1952년 11월 29일 아이젠하워 대통령 당선자는 분쟁을 끝내는 데 무엇이 할 수 있나를 배우러 대한민국으로 떠나며 선거 운동의 약속을 다 하였다. 아이젠하워는 최전선에 미군들을 방문하였고, 정체된 평화 대화를 소생하였다. 1953년 7월 그가 돌아온지 8개월 후에 휴전을 위한 인도의 제안에 유엔의 승낙과 함께 한국의 휴전 협정이 조인되어 남북한의 지위를 공식화하였다. 협정은 전쟁에 대비하여 존재한 같은 경계에 거칠게 두 나라를 갈라놓았고, 38선에 비무장 지대를 창조하였다. 아무 평화 조약이 오늘날까지 조인되어 오지 않았다.
스탈린의 사망과 함께 소련과 일종의 데탕트의 회담이 있었다. 아이젠하워는 1959년 미국 순방으로 소련의 지도자 니키타 흐루쇼프를 데려왔으나 U2 정찰기 격추 사건이 일어난 후 계획된 상호 방문은 소련인들에 의하여 취소되었다. 아이젠하워는 많은 공화당원들이 반대한 운동으로 여겨진 소련의 지도자와 만나는 데 첫 미국의 냉전 대통령이었다. 1954년 프랑스가 북베트남에서 공산주의의 접근으로부터 베트남을 구출하는 데 아이젠하워에게 미국 해군을 보내라고 간청하였다. 아이젠하워는 거부하였고, 공산주의 북부와 미국과 비공식적으로 제휴한 남부로 들어가는 베트남의 분할에 묵인하여 몇백명의 조언자들을 보냈다. 하지만 그는 막다른 한국 전쟁이 끝난 겨우 후에 거리가 먼 동남아시아에서 전쟁에 수감되지 않기를 원하였고, 봉쇄 정책은 불확실한 결과와의 대결보다 더욱 나아 보였다.
그는 대결보다 "데탕트와 공존"이 최고의 정책이었다고 믿었다. 그는 또한 국방 산업이 물질을 배수하고, 민간 부문으로부터 지적 자원에서 방향과 함께 근심을 가지기도 하였다.
1953년 유엔 총회에서 자신의 영향적인 "평화의 원자" 연설에서 아이젠하워는 "핵기술은 어떻게 그 군사 케이싱을 분해하고, 평화의 예술로 그것을 순응시키는 것을 아는 자들의 손들로 놓여야 합니다"라고 말하였다. 이 역사적 강연은 시민들의 사용을 위하여 핵기술을 적용하고 평화적인 목적들을 위하여 개발도상국들에게 미국의 우라늄의 공채로 연구와 개발을 시작하는 도움을 주었다.

#### 아이젠하워 독트린

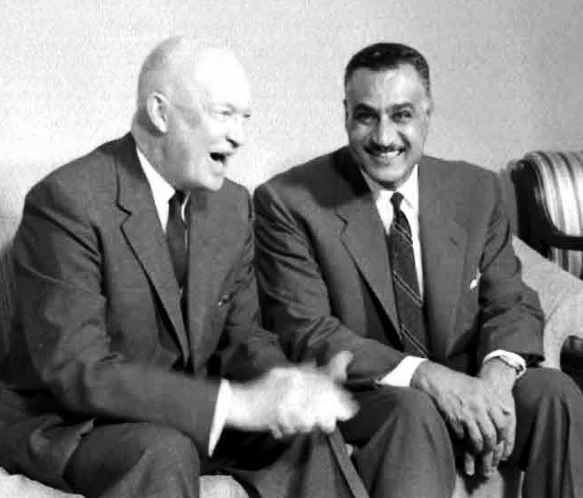
가말 압델 나세르 이집트 대통령과 함께 (1960년)

1956년 ~ 1957년 수에즈 운하의 이집트의 국유화와 영국, 프랑스, 이집트와 이스라엘 사이에 갈등을 일으킨 것에 이어 아이젠하워는 영국, 프랑스와 이스라엘을 철수하는 데 설득시켜 소련과 거의 필연적인 충돌을 피하였다. 수에즈 위기 후, 미국은 중동에서 가장 서방 이익들의 보호자가 되었다. 결과로서 아이젠하워는 중동과 관계에서 미국이 "국제 공산주의에 의하여 지배된 어느 나라로부터 역습으로 무력을 사용하는 데 준비될 것이다"고 공고해야 할 것같은 느낌이 들었다. 이 일은 제3세계가 미국과 소련 사이에 균형 상태에서 마찰을 위하여 대용물 혹은 배경이 될 일련에서 냉전으로 아이젠하워의 공헌들 중의 하나였다. 1958년 7월 미국은 친서방 정부에 대항하는 반란을 진압하는 데 레바논에 14,000명의 미국 해병대를 보냈다. 그는 또한 공산주의자 기대의 혐의를 받은 하코보 아르벤스 대통령에 대항하는 1954년 쿠데타에서 과테말라의 정부를 무너뜨리는 데 미국 중앙 정보국을 허용하기도 하였다.

### 국내 정책
자신의 대통령직을 통하여 아이젠하워는 역동적인 보수주의의 독트린을 역설하였다. 자신이 엄밀히 보수적 경제 정책을 유지하였어도 그의 사회 정책들은 꽤 자유주의였다. 자신이 정부 규모를 줄이고, 인플레이션을 포함하고 세금을 낮추는 일을 한 동안 그는 동시에 미국 보건교육복지부를 창조하였고, 최저 임금을 한 시간에 75 센트에서 1 달러로 올린 의회에 가입하여 사회 보장 이익을 1천만 명 이상의 미국인들에게 확장시켰다. 그의 내각은 많은 기업 인원과 어떤 노동 지도자들로 이루어져 한명의 저널리스트에 의하여 "8명의 백만장자과 하나의 비밀 정보의 누설을 방지하는 사람"으로 불렸다. 결과로서 아이젠하워는 극단적으로 인기가 있어 선거인단에서 530개의 투표 중 457개와 인기 투표의 57.6 퍼센트와 함께 자신의 재선을 이겼다.

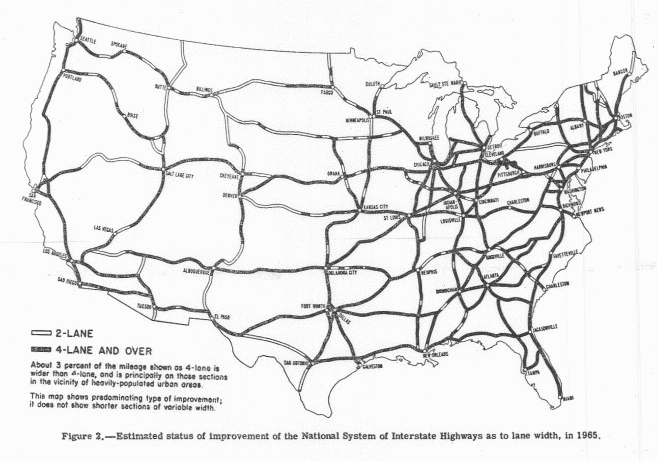
주간 고속도로 시스템 개발의 결과로서 1965년 미국 고속도로들의 계획된 현상

#### 주간 고속도로 시스템
대통령으로서 아이젠하워의 적게 알려졌지만 가장 중요한 행위들 중의 하나는 독일에서 미군들이 본 아우토반의 모델로서 현재의 주간 고속도로 시스템의 건설을 옹호하였다. 아이젠하워는 고속도로 시스템을 냉전 동안 미국 사회에 본질적 요소로서 간주하여 빠르게 수천명의 사람들 혹은 국가를 가로질러 군인들을 도시의 외부로 옮긴 의미는 핵무기의 망상증과 군사 전략가들이 상상한 소련의 전격전 침입 시나리오들의 시대에 요소였다. 그 일은 만일의 경우를 대비하여 5 마일 마다 하나씩 항공기가 긴급 착륙을 이루어야 하거나 만일의 경우에 고속도로는 즉석 미국 공군의 기지가 돼야하는 것을 주간 고속도로 시스템이 가져야 한다고 아이젠하워가 요구한 인기적인 전설이다. 여태까지 현실에 가장 가까운 이 일은 고속도로의 곁에 방문 스트립을 건설하는 계획이었으나 "다섯 중에 하나" 계획은 원래 주간 고속도로 시스템의 일부가 전혀 아니었다. 오늘날 미국 주간 고속도로 시스템은 세계에서 가장 크고 가장 확장적이자 이런 시스템 없이 절반의 시간에 큰 거리들을 가로지르는 자동차 여행을 위하여 허용한다.

#### 아이젠하워와 민권 운동

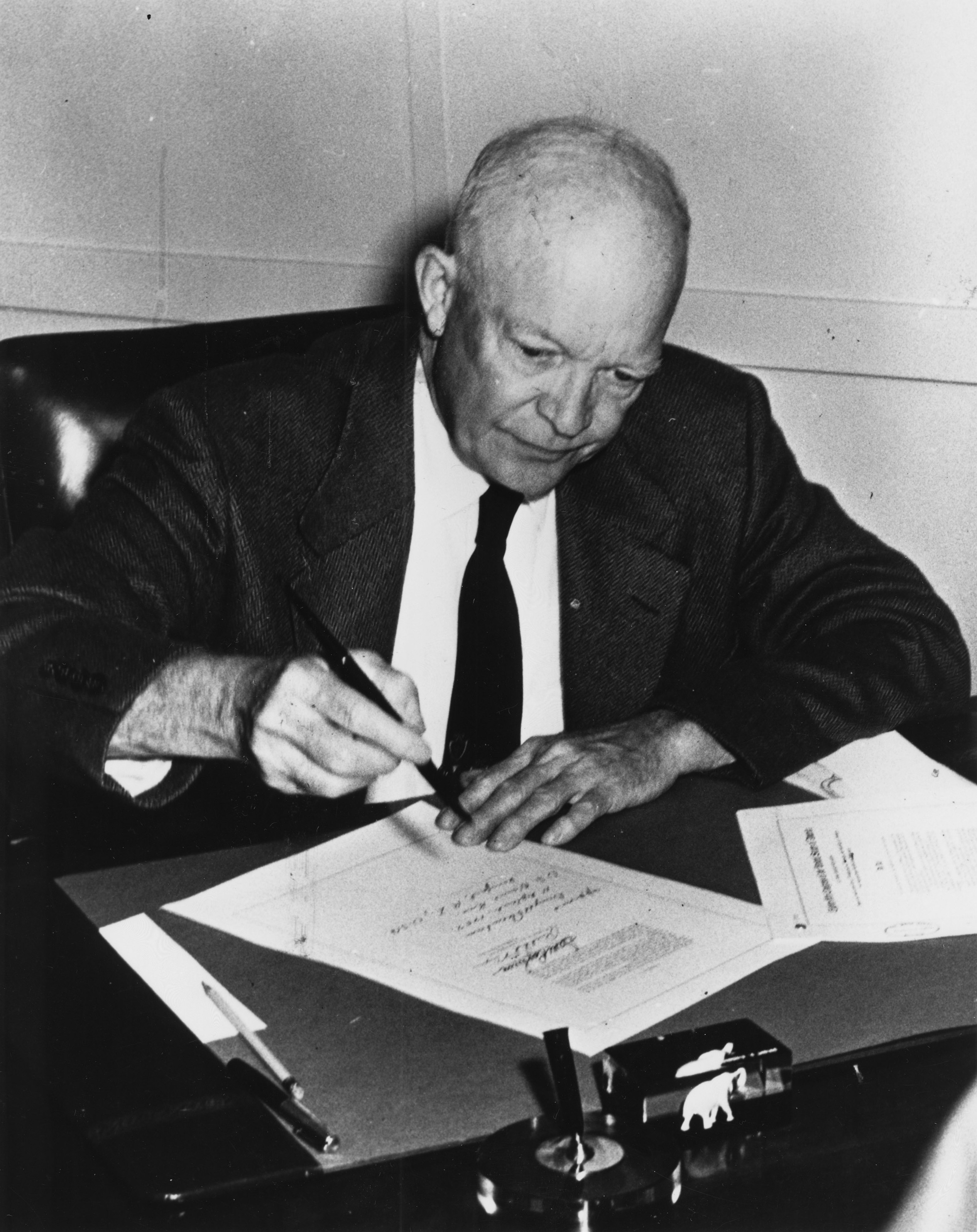
1957년 민권 운동 법안에 서명하는 아이젠하워 대통령

아이젠하워는 어쩌다 최근 생겨난 민권 운동에 자신의 조심성 있는 접근으로 비판을 받아왔다. 현대 표준에 의하여 계몽되지 않은 것으로 보인 인종적 태도들을 위하여 잘못되어 온 초기의 미국 정치가들, 현저하게 에이브러햄 링컨처럼 아이젠하워는 자신의 시간의 성과였다. 링컨같이 아이젠하워는 인종 차별의 태도 저하, 인종적 불법과 특히 국가의 민주주의 이상들을 몰래 손상시킨 흑인들에 폭력을 소름 끼칠 정도로 싫어하였다. 아직 다시 링컨같이 아이젠하워는 사회의 붕괴를 피하는 데 단계적인 헌법주의자의 접근을 오히려 좋아하였다.
브라운 대 교육 위원회를 지배한 1954년의 현저한 민권 운동이 미국의 공립학교들에 인종 차별 대우를 폐지하고 미국 남부에서 자라나는 시민 불안에 이어 아이젠하워는 연방 정부가 할 필요적 역할을 인정하였다. 그의 정책들은 견실히 국가를 합법화, 사회적 인식과 인종에 관계없이 전부 미국인들의 동등권을 향하여 옮겼다.
그가 자신의 사법 실망으로부터 적당한 코스를 기대하고, 시초적으로 브라운 결정과 당황하였어도 아이젠하워는 1957년 모든 백인의 리틀록 중앙 고등학교에 인종 차별을 폐지하는 데 오벌 포버스 주지사가 법원 명령을 공개적으로 무시할 때 지배를 집행하는 데 아칸소주 리틀록으로 연방군을 보냈다.
아이젠하워는 동등한 권리로 약속된 남부의 연방 법원들에는 물론, 미국 대법원으로 배심원들을 임명하였고 대법원 앞에서 인종 차별 대우 폐지를 성원에서 주장하는 데 법무부를 지도하였다. 아이젠하워는 1957년 민권 운동 법안과 1960년 추가적인 투표권 입법의 의회 통과를 이겼으며, 이것들은 이어진 세월에 더욱 이해력이 있는 민권 입법을 위하여 중요한 전례들이었다.
아이젠하워는 미국 군대의 인종차별 폐지를 명령하기도 하였다. 트루먼 대통령이 군사 복무들을 인종 차별 대우 폐지하는 데 행정 명령을 내렸어도 제2차 세계 대전의 최고사령관의 위신과 함께 아이젠하워는 요구를 준수하였고, 1954년 10월 30일까지 군대에서 마지막 인종적으로 분리된 부대는 인종 차별이 폐지되어 왔고, 군사 종속의 어린이들을 위한 전부의 연방적으로 통치된 학교들은 인종 차별 대우 폐지를 해왔다.
대통령으로서 아이젠하워는 럿거스 대학교 로스쿨 졸업생 E. 프레더릭 모로를 특별 프로젝트를 위한 관리 책임자로 임명하였으며, 백악관에서 행정부 수준의 직위에서 지내는 데 첫 아프리카계 미국인이었다. 아이젠하워는 재건 시대 이래 개인적으로 흑인 민권 운동 지도자들과 만나는 데 첫 대통령이었다. 자신이 주요 개혁들을 통과시키는 데 의회에서 합의를 이루지 못하였어도 이후 1960년대의 민권 입법이 아이젠하워의 진보적인 대통령직 없이 가능해 오지 못했을 것이다. 대부분의 평가들에 의하여 아이젠하워는 재건 시대 이래 아무 대통령보다 소수 민족들을 위하여 민권을 진보한 동등한 대우를 만드는 것을 향하여 더욱 성과를 이루었다. 그는 "이 국가에서 2급 시민들이 있어서 안 된다."라고 썼다.

## 퇴직과 사망

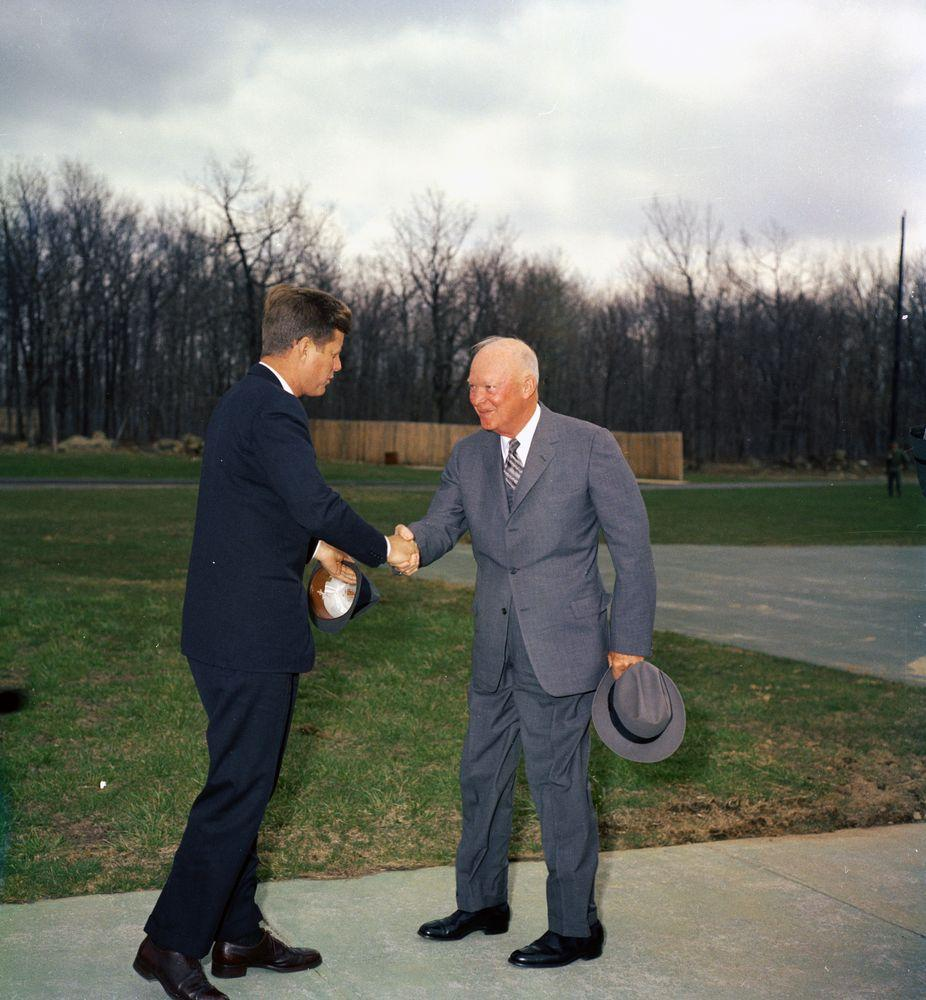
케네디와 아이젠하워 (1961년)

1961년 1월 17일 아이젠하워는 오벌 오피스로부터 자신의 최종적으로 텔레비전 방송된 연설을 하였다. 국가로 자신의 작별 연설에서 아이젠하워는 냉전의 논쟁과 미국 군대의 역할을 제기하였다.
아이젠하워는 펜실베이니아주 게티스버그에 있는 전쟁터에 인접한 작은 농장집으로 퇴직을 하였다. 퇴직 생활에서 그는 정치적 인생으로부터 완전히 후퇴하지 않았으며, 1964년 민주당 전당 대회에서 연설하고 게티스버그로부터 공화당 선거 운동 광고에서 배리 골드워터와 함께 나왔다.
민간 사무소에 있는 동안 군사 계급을 보유하는 데 관계된 법적인 논쟁들 때문에 아이젠하워는 미국 대통령의 직무로 들어가기 전에 육군 장군으로서 자신의 영구적 위임을 사임하였다. 자신의 대통령 기간들의 완료에 아이젠하워는 미국 육군에 복귀하여 다시 오성 장군으로 의뢰되었다.

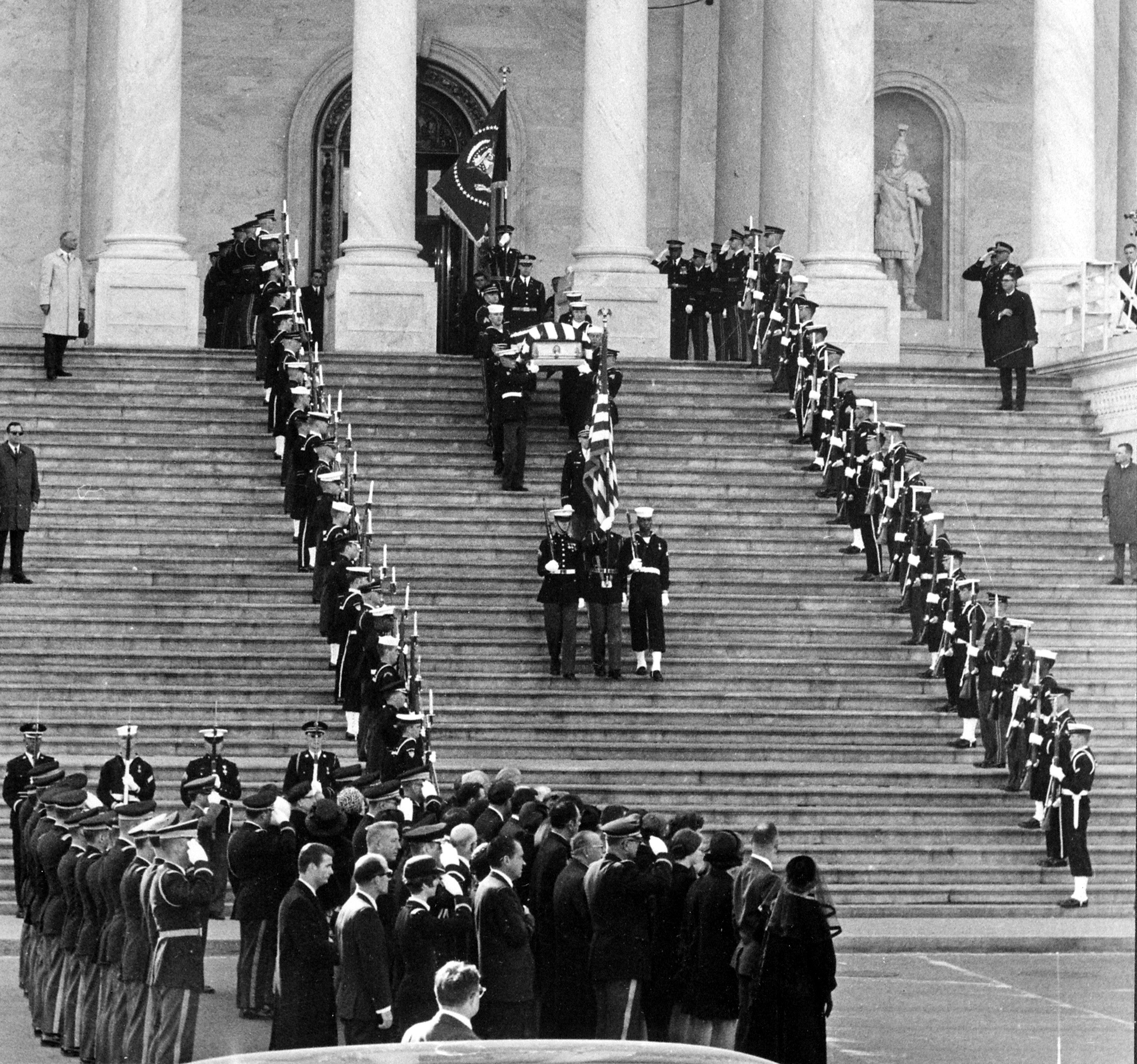
1969년 3월 아이젠하워의 장례식

1969년 3월 28일 새벽 12시 25분 아이젠하워는 78세의 나이에 워싱턴 D. C.에 있는 월터 리드 육군 병원에서 울혈성 심부전으로 사망하였다. 그는 애빌린에 위치한 아이젠하워 대통령 도서관에서 명상의 장소로 불린 작은 교회당에 자신의 부인과 어린 시절에 사망한 첫 아들을 따라서 잠들어 있다. 그의 장례식은 그의 아래 부통령을 지내고, 당시 대통령이 된 리처드 닉슨에 의하여 주재되었기 때문에 유일무이하였다.

## 영예
대통령 직무를 떠난 후 아이젠하워의 평판은 쇠퇴하였고, 그는 어쩌다 그의 젊은 활동가 후임자 존 F. 케네디에 대조하여 "아무것도 안하는" 대통령으로서 보였으나 또한 민권 운동과 불화를 일으키는 조 매카시의 도청들을 향한 그의 신중한 자세 때문이었다. 1960년대와 1970년대의 자유의 풍조가 있는 동안 그를 대한 이런 누락이 개최되었다. 아이젠하워의 평판은 그의 무소속 통치 철학, 그의 전쟁 시기의 리더십, 아칸소주에서 그의 활동과 그의 신중한 경제 관리 때문에 그 시간 이래 올라왔다. 더욱 나가서 그는 한국 전쟁을 끝내고, 베트남에서 군사 개입을 피하고 냉전의 절정 동안 군사 대립을 피한 것으로 기억된다. 결국 마지막 2개의 주들 - 알래스카주와 하와이주는 아이젠하워의 2번째 임기 기간 동안 합중국에 들어갔다. 역사가들의 더욱 최근의 조사들에 아이젠하워는 가끔 전부의 미국 대통령들 중에 톱 10에 들어와있다.
아이젠하워는 1953년 9월 캘리포니아주 지사 얼 워런의 미국의 대법관으로 임명이 "여태까지 내가 일으킨 가장 큰 망할 바보의 실수"였다고 말했던 것으로 소문이 났다. 자신이 후에 많은 중요한 민권 법안들을 서명하고, 전부의 미국인들에게 민권을 가져오는 운동에서 지도자로서 가늠자에 보일 수 있었어도 아이젠하워는 브라운 대 교육 위원회를 포함한 몇몇의 워런의 결정들과 함께 불동의하였다.
아이젠하워의 그림은 1971년부터 1979년까지 달러 동전에 나왔고, 그의 100세 생일을 축하하는 1990년에 발행된 은 기념 주화에 다시 나왔다. 니미츠 클래스의 항공모함 USS 드와이트 D. 아이젠하워는 그의 영예에 이름이 붙었다.
1983년 아이젠하워 연구소가 민권, 외교 정책과 세계를 주위로 파트너십 구축을 진보하고, 빈곤을 싸운 공공 정책의 주제들에 아이젠하워의 지적과 리더십 영예들을 승진시키는 데 정책 연구소로서 워싱턴 D. C.에 창립되었다.
1999년 미국 의회는 내셔널 몰에 국립항공우주박물관으로부터 거리를 가로지르는 워싱턴 D. C.에서 지속적인 국가 기념관을 창조하는 드와이트 D. 아이젠하워 기념 위원회를 창조하였다.

## 역대 선거 결과
| 선거명      | 직책명        | 대수 | 정당   | 득표율 | 득표수 (선거인단)    | 결과 | 당락 |
| ----------- | ------------- | ---- | ------ | ------ | -------------------- | ---- | ---- |
| 1952년 선거 | 미국의 대통령 | 34대 | 공화당 | 55.14% | 33,936,234표 (442명) | 1위  |      |
| 1956년 선거 | 미국의 대통령 | 34대 | 공화당 | 57.38% | 35,590,472표 (457명) | 1위  |      |

## 같이 보기
- 미국의 역사 (1945년~1964년)